# テレビ芸術科学アカデミー
テレビ芸術科学アカデミー（Academy of Television Arts & Sciences、通称ATAS）は、アメリカ合衆国のテレビ業界の発展を目的とした団体である。テレビ・アカデミー(Television Academy)とも呼ばれる。1946年に設立され、アメリカのゴールデンタイムのテレビ番組を称えるプライムタイム・エミー賞を毎年開催している。

## エミー賞
1949年、テレビ芸術科学アカデミーはアメリカの優秀なテレビ番組を表彰するためにエミー賞を初めて開催した。当初の受賞対象はロサンゼルス地域の番組に限定されていた。
エミー賞は、テレビ芸術科学アカデミー（プライムタイム）、全米テレビ芸術科学アカデミー（デイタイム、スポーツ、ニュース&ドキュメンタリー）、国際テレビ芸術科学アカデミー（国際）の3つの姉妹団体によって運営されている。